# アクフェン
アクフェン（Akufen）は、カナダの音楽家であるマーク・ルクレール(Marc Leclair)のソロプロジェクト。 代表作「My Way」はResident Advisorの2000年代のベストアルバム100枚において12位を得る等の評価を得ている。

## 概要
カナダのモントリオールに生まれ、10代の頃にスティーヴ・ライヒなどの音楽に出会い刺激を受け1999年に活動開始した。
Horror Inc., David Scott, Nefuka, Anna Kaufenといった別名義や本名のMark Leclair名義でも作品を発表している。なお Akufen という名前は、フランス語で耳鳴りを意味する acouphène に由来する。
2002年に、アルバム『My Way』をリリース。この作品でのコンセプトは「ミクロサンプリング」であり、FMラジオの音源をランダムに録音してサンプリングした音を細切れにし、それらを再構築した音を中心に、アルバムの全楽曲が作曲されている。
作曲、演奏にはAbleton Live、FL Studioなどを用いており、楽曲はミクロハウスやグリッチに分類され、ハウスやテクノが中心である。
2013年、ペルロンよりアルバム「Briefly Eternal」をHorror Inc.名義で発表。
この名義に対し、2004年のインタビューにおいて以下のように述べている。
同年、サウンドクラウド上に作品や未公開作品を公開。この中には倒産し入手困難になっていたミル・プラトーの親レーベルであるフォース・インク作品が含まれる。

## ディスコグラフィー

### Akufen名義
- My Way (2002年)
- Fabric 17 (mix album) (2004年)
- Blu TribunL (Freeformなどとのスプリットアルバム) (2004年)

### Marc Leclair名義
- Musique pour 3 Femmes Enceintes (2006年)

### Horror Inc.名義
- Briefly Eternal (2013年)